# Голгофа (надгробие)

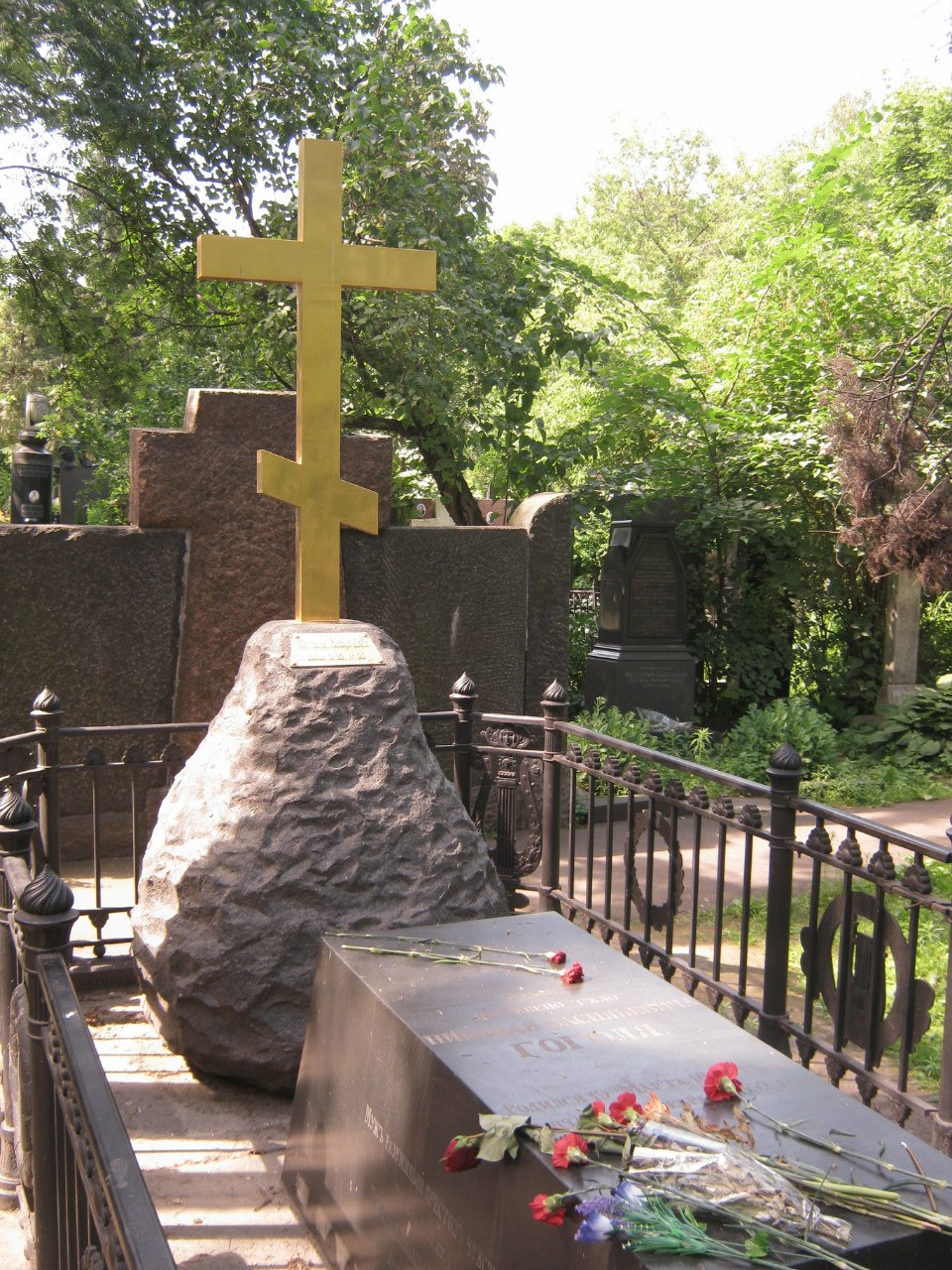
Воссозданная могила Николая Гоголя, Новодевичье кладбище, 2015

Голгофа — тип надгробной плиты в виде глыбы, увенчанной крестом, или плиты с отверстием, в которое вставляется крест, в память о горе, на которой был распят Иисус Христос.
Голгофа чаще всего представляет собой подставку в виде холма или ступенек, под которым помещен череп со скрещёнными костями («голова Адама»); иногда крест изображается вместе с орудиями пыток Иисуса (копье и трость с губкой, пропитанной уксусом, которой отирали губы Христа)
Установка креста Голгофы часто используется по сей день, обычно он имеет обычную форму и ставится на постамент из трех ступеней, символизирующих восхождение Христа на Голгофу. В православной традиции ставится восьмиконечный крест.
Голгофа с могилы Н. В. Гоголя в Даниловом монастыре была случайно обнаружена женой писателя Михаила Булгакова Еленой Сергеевной в мастерских Новодевичьего кладбища и затем использована для надгробного памятника М. Булгакову, под которым впоследствии упокоилась и его супруга и хранительница наследия.